# Mistrzostwa Europy w Lekkoatletyce 1950 – bieg na 400 m przez płotki mężczyzn
Bieg na dystansie 400 metrów przez płotki mężczyzn był jedną z konkurencji rozgrywanych podczas IV Mistrzostw Europy w Brukseli. Biegi eliminacyjne zostały rozegrane 24 sierpnia, półfinałowe 26 sierpnia, a bieg finałowy 27 sierpnia 1950 roku. Zwycięzcą tej konkurencji został Włoch Armando Filiput. W rywalizacji wzięło udział dwudziestu zawodników z trzynastu reprezentacji.

## Rekordy
| Rekord świata     | Glenn Hardin (USA)              | 50,6 | Sztokholm, Szwecja | 26.07.1934 |
| Rekord Europy     | Friedrich-Wilhelm Hölling (DEU) | 51,6 | Berlin, Niemcy     | 09.07.1939 |
| Rekord Europy     | Jean-Claude Arifon (FRA)        | 51,6 | Paryż, Francja     | 09.09.1948 |
| Rekord mistrzostw | Bertel Storskrubb (FIN)         | 52,2 | Oslo, Norwegia     | 24.08.1946 |

## Wyniki

### Eliminacje
Bieg 1
| Miejsce | Zawodnik        | Czas | Uwagi |
| ------- | --------------- | ---- | ----- |
| 1       | Yves Cros       | 54,0 | Q     |
| 2       | Ottavio Missoni | 54,2 | Q     |
| 3       | Timofiej Łuniew | 54,2 | Q     |
| 4       | Kemal Horulu    | 55,1 |       |
| 5       | Fotios Kosmas   | 55,7 |       |

Bieg 2
| Miejsce | Zawodnik          | Czas | Uwagi |
| ------- | ----------------- | ---- | ----- |
| 1       | Armando Filiput   | 53,6 | Q     |
| 2       | Georges Elloy     | 54,3 | Q     |
| 3       | Torben Johannesen | 54,5 | Q     |
| 4       | Franz Fritz       | 54,5 |       |
| 5       | Reidar Nilsen     | 55,8 |       |

Bieg 3
| Miejsce | Zawodnik        | Czas | Uwagi |
| ------- | --------------- | ---- | ----- |
| 1       | Jurij Litujew   | 53,4 | Q     |
| 2       | Lars Ylander    | 54,0 | Q     |
| 3       | Angus Scott     | 54,3 | Q     |
| 4       | Jacques De Moor | 54,8 |       |
| 5       | Doğan Acarbay   | 55,3 |       |
| 6       | Igor Zupančič   | 55,4 |       |

Bieg 4
| Miejsce | Zawodnik      | Czas | Uwagi |
| ------- | ------------- | ---- | ----- |
| 1       | Harry Whittle | 54,3 | Q     |
| 2       | Marcel Dits   | 54,8 | Q     |
| 3       | Rune Larsson  | 55,2 | Q     |
| 4       | Frans Buys    | 55,6 |       |

### Półfinały
Półfinał 1
| Miejsce | Zawodnik          | Czas | Uwagi |
| ------- | ----------------- | ---- | ----- |
| 1       | Harry Whittle     | 53,1 | Q     |
| 2       | Jurij Litujew     | 53,1 | Q     |
| 3       | Ottavio Missoni   | 53,6 | Q     |
| 4       | Rune Larsson      | 53,6 |       |
| 5       | Yves Cros         | 54,1 |       |
| 6       | Torben Johannesen | 54,1 |       |

Półfinał 2
| Miejsce | Zawodnik        | Czas | Uwagi |
| ------- | --------------- | ---- | ----- |
| 1       | Armando Filiput | 52,0 | Q CR  |
| 2       | Georges Elloy   | 53,2 | Q     |
| 3       | Lars Ylander    | 53,3 | Q     |
| 4       | Timofiej Łuniew | 53,4 |       |
| 5       | Angus Scott     | 53,7 |       |
| 6       | Marcel Dits     | 54,0 |       |

### Finał
| Miejsce | Zawodnik        | Czas | Uwagi |
| ------- | --------------- | ---- | ----- |
| 1       | Armando Filiput | 51,9 | CR    |
| 2       | Jurij Litujew   | 52,4 | NR    |
| 3       | Harry Whittle   | 52,7 |       |
| 4       | Ottavio Missoni | 53,6 |       |
| 5       | Lars Ylander    | 53,9 |       |
| 6       | Georges Elloy   | 54,3 |       |